# Festool
Festool GmbH est une société filiale de la société allemande TTS Tooltechnic Systems, installée à Wendlingen am Neckar en Allemagne, qui conçoit, produit et distribue de l'outillage électro-portatif et pneumatique professionnel.
L'usine de production est implantée à Neidlingen dans le land de Bade-Wurtemberg.
Festool est sortie du groupe Festo le 1er janvier 2000, en prenant le nom de Festool Tooltechnic Systems. Festool est désormais une entité du groupe allemand TTS Tooltechnic Systems de la division Festool group créé en 2013 au même titre que Protool (outillage électro-portatif professionnel) qui fusionne avec Festool fin 2013.
Ces marques sont distribuées directement dans 26 pays et présents dans 42 autres par le biais de partenaires importateurs.

## Produits
Festool propose une vaste gamme d'outils électro-portatif et pneumatique destinée aux professionnels et artisans du bois, de la peinture, du bâtiment. Parmi lesquels on trouve :
- fraiseuses, défonceuses, rabots, ponceuses, lustreuses, perceuses, visseuses ;
- scies (circulaires, sauteuses, à onglet, radiale) ;
- systèmes d'aspiration, systèmes de guidage, systèmes de rangement ;
- consommables et accessoires associés.

## Innovation et design
Fondée par Gottlieb Stoll et Albert Fezer en 1925 sous le nom de Fezer & Stoll (contracté plus tard en Festo), la firme introduit l'outillage mécanique balbutiant auprès des menuisiers. Les deux mécaniciens mettent au point des machines (dont certaines, mues par l'air comprimé où l'électricité, pouvaient être déplacées dans l'atelier) spécifiquement destinées aux tâches précises et répétitives (assemblage, finition…).
Dès 1929, la marque innove en mettant sur le marché la première scie à chaîne portative (ancêtre de la tronçonneuse), puis en 1951 la première ponceuse vibrante.

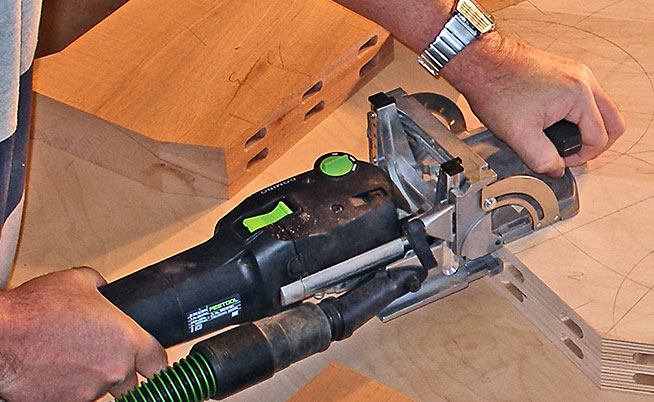
La fraiseuse Festool Domino.

En 2006, commercialisation du Domino, un système d'assemblage rapide à plein bois, combinant trois techniques (tenon-mortaise, tourillon, lamelle) l'outil réalise un trou oblong dans chacune des pièces à assembler et un domino, faux tenon en bois de hêtre, y prend place en bloquant l'assemblage. Ce procédé est similaire à celui de l'entreprise suisse Lamello, avec des perfectionnements.
Festool est apprécié des professionnels pour sa modularité (certains accessoires s'adaptent à plusieurs outils, comme le fameux cordon plug-it), son design au service de l'efficacité et de la précision et son système de rangement empilable et modulaire, le Systainer. Festool a reçu, lors du concours technologique européen de Cologne, le prix Plus X Award pour la « marque la plus innovante de l'année » dans la catégorie « outils électriques ».

## Certification
Festool a obtenu en 2006 la certification ISO 9001.
Depuis octobre 2006, la marque collabore avec le WWF.